# Hamamelistes miyabei
Hamamelistes miyabei är en insektsart. Hamamelistes miyabei ingår i släktet Hamamelistes och familjen långrörsbladlöss. Inga underarter finns listade i Catalogue of Life.